# Federica Volpini
Federica Volpini (1993) è una nuotatrice italiana, che detiene il record mondiale nella prova dei 100 metri trasporto manichino con pinne torpedo..

## Palmarès
- World Games

Birmingham 2022: oro nei 100m traino manichino con pinne, bronzo nella 4x50m mista.
Chengdu 2025: argento nella 4x50m trasporto manichino e nella 4x50m pool lifesaver.